# Erik Ersberg
Erik Ersberg (* 8. března 1982, Sala, Švédsko) je bývalý švédský hokejový brankář. Mimo domácí ligový systém odehrál také několik sezón v severoamerické NHL a ruské KHL.

## Kariéra
Ersberg začínal svojí profesionální kariéru ve švédském týmu Västerås IK, se kterým postupně postoupil z 2. Divize (4. nejvyšší švédská liga) až do HockeyAllsvenskan (2. nejvyšší švédská liga). Před sezónou 2005-06 přestoupil do Jönköpingského klubu HV71, který hrál v nejvyšší švédské lize Elitserien. Zde zastával pozici druhého brankáře za Stefanem Livem. Ve své nováčkovské sezóně v Elitserien odchytal 10 zápasů a k tomu přidal 2 zápasy v playoff. V sezóně 2006-07 se Ersberg postaral o průlom v kariéře a svými výkony si vysloužil roli prvního brankáře týmu HV71 a během sezóny reprezentoval Švédsko na Karjala Cupu a Channel One Cupu a na konci sezóny byl nominován do švédské reprezentace pro Mistrovství světa. Také byl nominován na nováčka roku Elitserien a vyhrál Honken Trophy pro nejlepšího brankáře Elitserien.
V květnu 2007 podepsal jednoletý kontrakt s klubem Los Angeles Kings hrajícím v severoamerické lize NHL. Sezónu 2007-08 začal hrát na farmě Kings za Manchester Monarchs v lize American Hockey League. 21. února 2008 si Kings vytáhli Ersberga do prvního týmu a stal se tak prvním švédským brankářem v historii Kings. 23. února 2008 odchytal Ersberg svůj první zápas NHL v Los Angeles proti Chicagu Blackhawks, poté co za stavu 5:1 pro Chicago vystřídal brankáře Dana Cloutiera. Kings poté stihly vyrovnat na 5:5 a poslali tak zápas do prodloužení, ve kterém Blackhawks rozhodli gólem na 6:5, což byl jediný gól z 19 střel, který Ersberg v tehdejším zápase inkasoval. 6. března 2008 zaznamenal Ersberg své první vítězství NHL a čisté konto, když pochytal všech 40 střel při vítězství 2:0 nad Ottawou Senators. Ersberg se stal prvním nováčkem, který vychytal čisté konto pomocí alespoň 40 zákroků od 14. listopadu 1996. Také tím vytvořil nováčkovský rekord týmu Los Angeles Kings a překonal tak rekord ze sezóny 1971-72, kdy vychytal čisté konto pomocí 38 zákroků Gary Edwards. Před sezónou 2010-11 byl Ersberg odeslán do nižší ligy AHL k týmu Monarchs. Po dvou zápasech opustil bez povolení tým Manchesteru a odešel do Evropy, kde podepsal smlouvu s ruským týmem Salavat Julajev Ufa. Kings jej poté nabídli ostatním klubům NHL, když jej zapsali na listinu volných hráčů, odkud si jej, ale žádný tým nevybral. Kings mu následně vypověděli smlouvu na základě porušení z Ersbergovi strany. Poté Ersberg dvě sezóny chytal za Ufu v KHL.

## Úspěchy

### Individuální úspěchy
- Honken Trophy - 2006-07
- Nominace na Nováčka roku Elitserien - 2006-07
- Zlatá přilba (KHL) - 2010-11

### Týmové úspěchy
- Vítěz Gagarinova poháru - 2010-11
- Stříbrná medaile na MS - 2011

## Statistiky

### Statistiky v základní části
| 2005-06            | HV71                | Elitserien         | 10 | 1.79 | 92,9 |    |    | 18  | 236  | 2 | 601  |
| 2006-07            | HV71                | Elitserien         | 41 | 2.39 | 90,8 |    |    | 98  | 967  | 4 | 2455 |
| 2007-08            | Los Angeles Kings   | NHL                | 14 | 2.48 | 92,7 | 6  | 5  | 33  | 419  | 2 | 799  |
| 2007-08            | Manchester Monarchs | AHL                | 30 | 2.92 | 89,7 | 10 | 13 | 75  | 653  | 1 | 1540 |
| 2008-09            | Los Angeles Kings   | NHL                | 28 | 2.64 | 90,0 | 8  | 11 | 65  | 586  | 0 | 1477 |
| 2009-10            | Los Angeles Kings   | NHL                | 11 | 2.40 | 90,6 | 4  | 3  | 22  | 212  | 0 | 551  |
| 2010-11            | Salavat Julajev Ufa | KHL                | 18 | 2.12 | 92,6 | 11 | 5  | 35  | 441  | 4 | 991  |
| 2010-11            | Manchester Monarchs | AHL                | 2  | 2.02 | 92,6 | 1  | 1  | 4   | 50   | 0 | 119  |
| 2011-12            | Salavat Julajev Ufa | KHL                | 24 | 2.47 | 92,1 | 11 | 5  | 56  | 654  | 3 | 1363 |
| 2012-13            | HC Donbass Doněck   | KHL                | 21 | 2.64 | 91,2 | 5  | 10 | 55  | 572  | 1 | 1248 |
| 2014-15            | HV71                | SHL                | 17 | 2.33 | 90,8 | 9  | 8  | 36  | 353  | 1 | 926  |
| 2015-16            | HV71                | SHL                | 13 | 3.31 | 89,8 | 5  | 6  | 36  | 316  | 0 | 653  |
| NHL celkově        | NHL celkově         | NHL celkově        | 53 | 2.55 | 91,0 | 18 | 19 | 120 | 1217 | 2 | 2827 |
| AHL celkově        | AHL celkově         | AHL celkově        | 32 | 2.86 | 89,9 | 11 | 14 | 79  | 703  | 1 | 1659 |
| KHL celkově        | KHL celkově         | KHL celkově        | 63 | 2.43 | 92,0 | 27 | 20 | 146 | 1667 | 8 | 3602 |
| Elitserien celkově | Elitserien celkově  | Elitserien celkově | 81 | 2.43 | 90,9 | 14 | 14 | 188 | 1872 | 7 | 4635 |

### Statistiky v play off
| 2005-06            | HV71                | Elitserien         | 2  | 3.05  | 85,7 |    |   | 4  | 24  | 0 | 78   |
| 2006-07            | HV71                | Elitserien         | 14 | 2.81  | 88,8 |    |   | 39 | 310 | 0 | 834  |
| 2009-10            | Los Angeles Kings   | NHL                | 1  | 10.00 | 50,0 | 0  | 0 | 2  | 2   | 0 | 12   |
| 2010-11            | Salavat Julajev Ufa | KHL                | 20 | 1.93  | 93,3 | 15 | 4 | 36 | 505 | 3 | 1118 |
| 2011-12            | Salavat Julajev Ufa | KHL                | 6  | 2.13  | 92,0 | 2  | 4 | 13 | 150 | 1 | 367  |
| NHL celkově        | NHL celkově         | NHL celkově        | 1  | 10.00 | 50,0 | 0  | 0 | 2  | 2   | 0 | 12   |
| Elitserien celkově | Elitserien celkově  | Elitserien celkově | 16 | 2.83  | 88,6 |    |   | 43 | 334 | 0 | 912  |
| KHL celkově        | KHL celkově         | KHL celkově        | 26 | 1.98  | 93,0 | 17 | 8 | 49 | 655 | 4 | 1485 |